# Alexis Brandeker
Marcus Alexis Brandeker, född 18 maj 1974, är en svensk astronom. Brandeker, som är docent vid Stockholms universitet, disputerade vid Stockholms observatorium 2003 och har även varit verksam vid Torontos universitet i Kanada. Som forskare har han framförallt studerat unga stjärnor och bildandet av stjärnor och planetsystem, i synnerhet fenomenet cirkumstellära skivor.  
Brandeker är även upptäckare till asteroiderna:
- 36614 Saltis, upptäckt 27 augusti 2000.  Döpt efter orten Saltsjöbaden.[3]
- 2000 QJ9 (nummer 122310), upptäckt 21 augusti 2000.
- 239890 Edudeldon, upptäckt 1 september 2000.  Döpt efter spanske astronomen Eduardo Delgado Donate.[3]
- 297409 Mållgan, upptäckt 1 september 2000.  Döpt efter barnboksfiguren Alfons Åbergs låtsaskompis Mållgan.[3]